# 78 in the Shade
78 in the Shade es un álbum de estudio de la banda de rock británica Small Faces, publicado por Atlantic Records en 1978.

## Lista de canciones
1. "Over Too Soon" - 3:07
2. "Too Many Crossroads" - 2:18
3. "Let Me Down Gently" - 3:38
4. "Thinkin' About Love" - 3:46
5. "Stand by Me (Stand by You)" - 3:26
6. "Brown Man Do" - 3:02
7. "Real Sour" - 3:55
8. "Soldier" - 4:04
9. "You Ain't Seen Nothing Yet" - 2:59
10. "Filthy Rich" - 2:39

## Créditos
- Steve Marriott − voz, guitarras, armónica
- Rick Wills −voz, bajo, guitarra
- Kenney Jones − voz, percusión
- Ian McLagan − voz, teclados